# Judith Trim
Judith Trim (11 d'octubre de 1943 – 9 de gener de 2001, també coneguda com a Jude o Judy, i durant un temps pel seu primer nom de casada, com a Jude Waters) va ser una ceramista anglesa. De 1969 a 1975, va estar casada amb Roger Waters del grup de rock Pink Floyd, her childhood sweetheart.
El seu pare era investigador científic a la Universitat de Cambridge, però la va animar a concentrar-se en l'art. Va cursar el Nivell Avançat en arts i ciències naturals a l'escola secundària per a noies del comtat de Cambridge, i després va estudiar a la Bath Academy of Art, a Corsham. Durant el seu temps amb Waters, va treballar com a professora d'art, inclos una període entre mitjans i finals dels anys 60 a la Walthamstow High School for Girls i a la Girls' Grammar School de Dame Alice Owen a Islington, al nord de Londres.
Va aparèixer al llibret del llançament original de l'àlbum de Pink Floyd de 1969 Ummagumma, però va ser eliminada de les reedicions de CD posteriors. La imatge sense retallar es va restaurar per a la inclusió de l'àlbum a la caixa Oh, by the Way. Waters diu que quan li va tocar l'enregistrament acabat de The Dark Side of the Moon, va esclatar a plorar, cosa que Waters va veure com una indicació que el treball tindria èxit. Ha admès infidelitats durant el matrimoni i, per lamentar-se, haver perdut la seva dona, i descriu "els inicis del final d'aquell matrimoni" tal com es va produir a Grècia l'estiu de 1974. No van tenir fills junts.
Després del seu divorci de Waters, va passar deu anys vivint sola a Londres, concentrant-se en la seva ceràmica, centrant-se en les olles enrotllades. Va fer una exposició a la galeria Anatol Orient a Portobello Road, Londres, el 1989, i altres a Contemporary Applied Art, Contemporary Ceramics i Ruth Coram Arts. El seu treball es troba a la col·lecció de museus com el Los Angeles County Museum of Art, Castell de Norwich, l'Ashmolean Museum, el Fitzwilliam Museum i el Shipley Museum. Part de la seva obra es va vendre a la botiga del Crafts Council del Victoria and Albert Museum. Va signar la seva ceràmica amb les inicials "JT", en un cercle.
El 1996 es va casar amb l'arquitecte i pintor Leonard Hessing, amb qui va tenir un fill, Theo. Va morir el 9 de gener de 2001 a causa d'un càncer de mama.